# به آباد صالح (مقاطعة غيلانغرب)
به‌آباد صالح (بالفارسية: به‌آباد صالح) هي قرية تقع في منطقة مركزية ريفية في إيران. يقدر عدد سكانها بـ 207 نسمة .